# Maria Klaassen
Maria Klaassen (Tubbergen, 27 maggio 1956) è un'ex cestista olandese.

## Carriera
Con i Paesi Bassi ha disputato i Campionati europei del 1978.